# Predator (film)
Predator is een Amerikaanse sciencefiction-actiefilm uit 1987, geregisseerd door John McTiernan. De hoofdrol is weggelegd voor Arnold Schwarzenegger (bekend van The Terminator).
De film werd een succes, wat leidde tot drie opvolgers: Predator 2, Predators, The Predator een prequel Prey en een mediafranchise.

## Verhaal
Een buitenaards ruimtevaartuig zet een shuttle af richting de Aarde. Ondertussen hebben de Vietnamoorlog-veteraan majoor Alan "Dutch" Schaefer en zijn militaire reddingsteam - Mac Eliot, Jorge "Poncho" Ramírez, Blain Cooper, Billy Sole en Rick Hawkins - de taak om een de Guatemalteekse minister van Buitenlandse Zaken en zijn assistent te redden van guerrilla's. CIA-agent Al Dillon, een vriend van Dutch uit de Vietnamoorlog, krijgt de opdracht om het team te begeleiden ondanks de bezwaren van Dutch.
Onderweg ontdekt het team het wrak van een helikopter en drie gevilde lijken. Dutch identificeert ze als Groene Baretten die hij vroeger kende en krijgt argwaan naar Dillons bedoelingen. Nadat het team het guerrillakamp heeft bereikt en een aantal van hen en enkele Sovjet-inlichtingenofficieren heeft gedood, confronteert Dutch Dillon, die onthult dat hun ware missie was om een geplande invasie die door de Sovjet-Unie wordt gesteund te stoppen en dat de CIA de Groene Baretten weken eerder met dezelfde opdracht de jungle in had gestuurd. Door de overlevende guerrilla Anna gevangen te nemen en te horen dat er meer rebellen op weg zijn, keert het team terug naar het extractiepunt. Ze worden gevolgd door een wezen, de Predator, dat zich verbergt met behulp van een camouflage-apparaat en kijkt door middel van warmtesensoren. Een geschrokken Billy voelt de aanwezigheid van de Predator, terwijl Anna probeert te ontsnappen.
Hawkins weet haar te vangen, maar het wezen valt hem aan en doodt hem. Tijdens de zoektocht naar wie Hawkins heeft gedood, wordt ook Blain gedood. Mac komt op het rumoer af en ziet hoe een gecamoufleerd wezen op de vlucht slaat. Het team vuurt hun wapens af in de jungle, waarbij het wezen onbewust verwond wordt. Terwijl de Predator zichzelf oplapt, hergroeperen de commando's en beseffen ze dat er op hen wordt gejaagd. Dillon gelooft dat meerdere guerrillastrijders verantwoordelijk zijn voor de aanval, maar Billy is er van overtuigd dat hun belager niet menselijk is. Ze slaan een kamp op voor de nacht en zetten vallen, maar een wild zwijn laat ze af gaan. In de verwarring doodt Mac het zwijn terwijl het wezen Blain's lichaam steelt. Dutch realiseert zich dat hun vijand de bomen gebruikt om zich voort te bewegen en bevrijdt Anna, die onthult dat ze getuige is geweest van de acties van een soortgelijk wezen tijdens haar kindertijd.
Het team zet verschillende zelfgemaakte boobytraps op en wacht af tot de Predator zich vertoont. De Predator geraakt gevangen in een net, maar ontsnapt en verwondt Poncho. Een wanhopige Mac en de door schuld geteisterde Dillon proberen de Predator te achtervolgen en te omsingelen, maar ze worden beide gedood. Billy probeert de Predator te bevechten en de anderen de tijd te geven om te ontsnappen, maar hij wordt makkelijk gedood waarop de Predator de overlevenden snel inhaalt. Nadat Poncho wordt gedood, realiseert Dutch zich dat de Predator geen ongewapende individuen aanvalt (wat het wezen geen uitdaging lijkt te vinden) en stuurt Anna ongewapend naar de helikopter. Dutch probeert de Predator tijdens haar vlucht af te leiden, maar hij belandt uiteindelijk in een modderige rivieroever waar de Predator hem inhaalt.
Uitgeput geeft Dutch zich over, maar de Predator ziet hem niet en vertrekt om de trofeeën van de anderen te verzamelen. Dutch realiseert zich dat de modder hem onzichtbaar maakt, en maakt geïmproviseerde vallen en wapens voordat hij de Predator confronteert. Hij schakelt het camouflage-apparaat uit, maar de Predator begint blindelings het bos in te schieten om Dutch weg uit te schakelen. Dutch valt in het water en verliest zijn camouflage.
De Predator drijft Dutch in het nauw, maar verwijdert zijn harnas en masker om hem hand in hand te bevechten, omdat de Predator Dutch als een waardige tegenstander beschouwt. Ondanks dat hij wordt overmeesterd, probeert Dutch het schepsel in zijn boobytrap te lokken. De Predator trapt er niet in en gaat rond de val, maar Dutch activeert de val hoe dan ook en verplettert de Predator met een boomstam dat als tegengewicht diende. Hij doodt de Predator bijna, maar stopt om het te vragen: "Wat ben je in vredesnaam?" Het wezen herhaalt de vraag voor hem en activeert zijn zelfvernietigingsapparaat, waarbij Billy's gelach wordt nagebootst. Dutch realiseert zich wat het heeft gedaan, rent naar dekking en overleeft de explosie om uiteindelijk opgehaald te worden door de helikopter.

## Personages

### Dutch
Majoor Alan "Dutch" Schaefer (Arnold Schwarzenegger) is de leider van het team en de protagonist van de film. Dutch is een elite-veteraan. Hij en Dillon hebben samen gediend in de Vietnamoorlog tijdens de Slag om Huế. Het is bekend dat Dutch tijdens deze missie gevangen werd genomen en door de vijand werd gemarteld om informatie te verkrijgen. (Flashbackscènes van Arnold Schwarzenegger tijdens deze verhoringen werden gefilmd, waarbij Dutch werd verbrand met sigaretten, zijn borstspieren werden afgesneden, gestoken door een schorpioen, elektrische schokken kreeg toegediend op zijn torso en in zijn oksels en naakt gevangen werd gehouden in een cel van bamboe. Deze scènes haalden de uiteindelijke film niet en worden beschouwd als verloren gegaan materiaal.) Het is ook bekend dat Dutch en zijn team in Afghanistan en Cambodja hebben gevochten, zoals aangehaald wordt door Poncho en Blain. Dutch wordt op missie gestuurd in Val Verde, in de veronderstelling dat presidentiële leden van het kabinet van Guatemala werden ontvoerd door guerrillastrijders. Na de aanval op het guerrillakamp ontdekken Dutch en zijn team dat de ontvoerde personen eigenlijk CIA-agenten waren. Nadat de Predator alle leden van Dutch' team en Dillon heeft gedood, en Anna die op weg is naar het ophaalpunt, is hij de enige man die in de jungle overblijft met de Predator. Met behulp van een mes en lianen maakt Dutch primitieve wapens (waaronder een speer met het mes als lemmet en een boog met een explosieve punt gemaakt van een 40mm-granaat) en vallen. Hij bedekt zijn lichaam met modder nadat hij heeft ontdekt dat de Predator via infrarood zicht zijn prooien opspoort, zodat hij onzichtbaar wordt. Hoewel de Predator ten prooi valt aan enkele vallen van Dutch, zijn ze niet dodelijk. Uiteindelijk weet de Predator Dutch te vangen en komt het tot een hand-tegen-hand gevecht. Ondanks zijn indrukwekkende lichaamsbouw is Dutch geen partij voor de Predator. Dutch weet te overleven door de Predator in een val te lokken, waarbij de Predator wordt verpletterd door een boomstam. De verslagen Predator activeert daarop een zelfvernietigingsapparaat om zichzelf en Dutch te doden, maar Dutch weet aan de ontploffingsradius te ontkomen vlak voor de detonatie en wordt opgehaald door de reddingshelikopter die ook Anna heeft opgehaald. Dutch wordt vermeld in zowel Predator 2 als Predators. In Predator 2 vermeldt Keyes dat een wezen identiek aan hetgene dat ze achtervolgen tien jaar eerder het team van Dutch in de jungle schaduwde en afslachtte. In Predators zegt Isabelle dat het wezen dat ze gezien hebben overeenkomt met de gedetailleerde beschrijving van de enige overlevende van een Guatemalteekse missie in 1987. Dutch verschijnt ook als een van de bespeelbare personages in de game Aliens versus Predator, waar hij wordt weergegeven met toegevoegde cybernetische verbeteringen.

### Dillon
Agent Al Dillon (Carl Weathers) is een voormalige legermakker van Dutch en een huidige CIA-agent die mee op missie wordt gestuurd met Dutch' team. Hij en Dutch waren kameraden in de Vietnamoorlog en zagen zware veldslagen tijdens de Slag om Huế. Nadat hij lange tijd niet meer in het veld heeft gediend, verraadt Dillon bijna de positie van het team aan de guerrilla's terwijl ze onderweg zijn naar het guerrillakamp in de jungle. Hij en de CIA hebben een geheime agenda wat de missie betreft. Het leger vertelde Dutch dat er Guatemalteekse kabinetleden zijn ontvoerd en moeten worden gered, maar het bleken in werkelijkheid CIA-agenten te zijn. Dillon moest ook uitzoeken wat er met de Amerikaanse soldaten onder leiding van Jim Hopper is gebeurd.
Hopper en zijn team werden eerst gestuurd om de CIA-agenten te bevrijden. Het team van Dutch vindt de lichamen van Hopper en zijn mannen, die zijn gevild en opgehangen in een boom. Dillon en Dutch botsen vaak met elkaar wanneer Dutch ontdekt dat Dillon hem en zijn mannen heeft gebruikt, iets waar Dillon minachtend over doet. Dillon dringt erop aan om Anna met hen mee te nemen, waarbij hij haar de meeste tijd persoonlijk begeleidt. Hij biedt zich aan om achter Mac aan te gaan, die op een zelfmoord-wraakactie gaat achter de Predator, wetende dat hij het waarschijnlijk niet zal overleven. Hij wordt gespietst door de Predator nadat zijn arm eraf is geschoten, en is het derde-laatste slachtoffer van de Predator. Zijn doodsschreeuw waarschuwt de anderen over de nabijheid van de Predator.

### Anna
Anna Gonsalves (Elpidia Carrillo) is een guerrilla die gevangen wordt genomen door het team van Dutch na het gevecht in het guerrillakamp. Tijdens een ontsnappingspoging wordt ze ingehaald door Hawkins, die daarop wordt gedood door de Predator. Anna is zo de eerste die de Predator van dichtbij 'ziet'. Ze ontdekt het bloed van de Predator op enkele planten nadat Mac en de rest het vuur hebben geopend op de Predator.
Ze vertelt het team later over een legende geïnspireerd door de Predators waarbij een oude demon tijdens de warmste zomers mensen uit gewelddadige gebieden aanvalt. De slachtoffers worden later gevild en uitgehold teruggevonden. Anna is de enige die de reddingshelikopter bereikt die later Dutch oppikt. Ze is buiten Dutch het enige personage dat weet te overleven, vooral omdat de Predator haar nooit rechtstreeks aanvalt. Na haar redding wordt ze gezien op videobanden in Predator 2, waarbij ze hulp biedt aan overheidsagenten door de verwoestende na-effecten van het Predators zelfvernietigingsapparaat te verklaren aan het Amerikaanse leger.

### Poncho
Korporaal Jorge "Poncho" Ramírez (Richard Chaves) is een Chicano. Hij spreekt vloeiend Spaans en vertaalt in het begin alles wat Anna zegt aan het team. Hij heeft een sarcastische vorm van humor, maar is zeer aangeslagen nadat de aanvallen van de Predator beginnen. Poncho is degene die de overblijfselen van Hawkins vindt. Hij wordt zwaar verwond wanneer de Predator onbedoeld een van de vallen die Dutch' team had gezet laat afgaan. Poncho krijgt een wegzwaaiende boomstam tegen zijn borstkas. De anderen moeten hem de rest van de weg ondersteunen of dragen. Hij is het laatste slachtoffer van de Predator. Hij wordt in het hoofd geschoten terwijl hij in Dutch' armen hangt vlak na de dood van Billy.

### Billy
Sergeant Billy Sole (Sonny Landham) is een Inheemse Amerikaan. Billy is de eerste die opmerkt dat er iets of iemand jacht op hen maakt. Gedurende de film wordt erop gezinspeeld dat Billy een sterk jungle-gevoel heeft. Hij is een uitmuntende spoorzoeker en op verschillende punten tijdens de film voelt hij de aanwezigheid van de Predator waarbij hij angstig wordt. Op een gegeven moment is hij zo verstoord dat hij perplex blijft staan. Billy sterft kort nadien nadat hij al zijn wapens en apparatuur in een afgrond heeft gegooid en de Predator opwacht met enkel een machete als wapen. Zo wil hij Dutch, Anna en Poncho meer tijd geven om te ontsnappen. De manier waarop hij wordt gedood is niet bekend aangezien enkel zijn angstaanjagende schreeuw wordt gehoord. Later wordt getoond hoe de Predator het lichaam van Billy meesleept in een boom en hem op een dikke tak legt om zijn wervelkolom en schedel te verwijderen als trofee. Billy's lach wordt nagebootst door de Predator wanneer die zijn zelfvernietigingsapparaat activeert.

### Mac
Sergeant Mac Eliot (Bill Duke) is een Afro-Amerikaan en de beste vriend van Blain. Ze hebben samen gediend in de Vietnamoorlog en waren de enige twee leden van hun peloton die het er levend vanaf brachten na een nachtelijke strijd. Zowel hij als Blain gedragen zich onvriendelijk tegenover Dillon. Nadat Dillon achterblijft en mogelijk hun positie prijsgeeft aan de guerrilla, dreigt Mac om hem te doden. Mac is de eerste die de Predator kan verwonden, door op hem te schieten als wraak voor de dood van Blain. Hij is ook de eerste van de teamleden die de Predator ziet, hetzij in gecamoufleerde toestand. Woedend en bedroefd door de dood van Blain, zweert hij dat hij Blain's dood zal wreken. Later gaan Mac en Dillon achter de Predator aan, die Mac doodt door hem in het hoofd te schieten met zijn plasmakanon. Mac's uitspraken Over here, Turn around en Anytime worden doorgaans de film nagebootst door de Predator op een spottende manier.

### Blain
Sergeant Blain Cooper (Jesse Ventura) is de beste vriend van Mac. Ze hebben samen gediend in de Vietnamoorlog en waren de enige twee leden van hun peloton die het er levend vanaf brachten na een nachtelijke strijd. Blain gebruikt vaak pruimtabak en draagt een oude gehavende cowboyhoed. Hij heeft het niet begrepen op Dillon en maakt dat duidelijk tijdens de helikoptervlucht naar Val Verde door op Dillon's laars te spugen. Zijn voorkeurswapen is een aangepaste minigun die hij "Ol' Painless" noemt. Hij heeft ook een machinegeweer dat hij gebruikt bij het sluipen. Wanneer hij op zoek is naar het lichaam van Hawkins schiet de Predator hem door de borst met diens plasmakanon, waarmee Blain op slag wordt gedood. Dutch en zijn team nemen Blain's lichaam mee, maar tijdens een nacht wordt Blain's lichaam vanonder hun neus meegenomen door de Predator.

### Hawkins
Korporaal Rick Hawkins (Shane Black) is de radio-operator en technische expert van het team. Hij vertelt vaak slechte seksuele grappen aan Billy waardoor hij vaak de pointe moet uitleggen en leest strips. Hij gebruikt een machinegeweer als belangrijkste wapen. Wanneer hij Anna inhaalt tijdens haar ontsnappingspoging wordt Hawkins het eerste slachtoffer van het team. Hij wordt vermoedelijk gedood door de stalen klauwen van de Predator. Blijkbaar ontdoet de Predator Hawkins van zijn ingewanden met één snelle uithaal, waarna zijn overblijfselen onderaan een boom worden gevonden door Poncho. De Predator neemt zijn lichaam mee, maar laat zijn rugzak en wapen liggen, waardoor Dutch de eerste aanwijzing krijgt dat het niet de guerrilla's zijn die hen hebben aangevallen.

### Hopper
James "Jim" Hopper was een oude vriend van Dutch uit Fort Bragg. Hij was de leider van een ervaren en goed bewapende eenheid Green Berets. Zij waren het eerste team dat naar het guerrillagebied werd gestuurd om de CIA-agenten terug te halen, maar werden belaagd door de Predator. Dutch en zijn mannen vinden hen opgehangen en gevild in een boom, waarbij ze hen enkel kunnen identificeren door middel van hun identiteitsplaatjes. Hopper zou met Dutch gediend hebben bij de Black Ops in Maleisië.

### Generaal Phillips
Majoor Generaal Homer Phillips (R.G. Armstrong) stuurt Dutch en zijn team op missie, al blijkt dat ook hij zijn orders heeft gekregen van hogerhand. Hij wordt later gezien in de reddingshelikopter die Anna en Dutch oppikt.

### De Predator
De humanoïde Predator (Kevin Peter Hall) is een lid van een buitenaards ras krijgers die voor de sport jagen op agressieve individuen van andere rassen. Ze gebruiken actieve camouflage, beschikken over een plasmakanon en kunnen zien in het infrarode spectrum. Hij doodt uiteindelijk elk lid van Dutch' team en raakt met Dutch in een man-tegen-mangevecht, waarbij hij Dutch bijna doodt voor hij in de val wordt gelokt en onder een boomstam terechtkomt. De Predator pleegt zelfmoord met een zelfvernietigingsapparaat waar Dutch aan kan ontsnappen.

## Rolverdeling
| Acteur                | Personage                        |
| --------------------- | -------------------------------- |
| Arnold Schwarzenegger | Majoor Alan 'Dutch' Schaefer     |
| Carl Weathers         | SSA George Dillon                |
| Elpidia Carrillo      | Anna Gonsalves                   |
| Bill Duke             | Sergeant Mac Eliot               |
| Jesse Ventura         | Sergeant Blain Cooper            |
| Sonny Landham         | Sergeant Billy Sole              |
| Richard Chaves        | Korporaal Jorge 'Poncho' Ramírez |
| R.G. Armstrong        | Generaal Homer Phillips          |
| Shane Black           | Korporaal Rick Hawkins           |
| Kevin Peter Hall      | Predator / helikopterpiloot      |

## Productie

### Ontwikkeling
Het idee voor Predator ontstond min of meer als een grap. In de maanden na uitkomst van de film Rocky IV deed een grap de ronde in Hollywood dat Rocky Balboa inmiddels zo’n beetje elke mogelijke menselijke tegenstander had gehad, waardoor hij in een eventuele vijfde film tegen een alien zou moeten vechten. Scenarioschrijvers Jim en John Thomas namen dit scenario van een gevecht tussen een mens en een buitenaards wezen als basis voor een nieuw script.
Het script dat de twee schreven droeg de werktitel Hunter. In 1985 werd het script opgepikt door 20th Century Fox, en aan producent Joel Silver gegeven. Deze besloot, op basis van zijn ervaring met de film Commando, het ietwat absurde script te veranderen in een serieuze actiefilm met elementen van sciencefiction. Hij huurde John McTiernan in als regisseur.
Stan Winston werd erbij gehaald om het monster voor de film te ontwikkelen. Hij deed dit samen met James Cameron, de regisseur van Aliens.

### Acteurs
Oorspronkelijk zou Jean-Claude Van Damme de Predator spelen, maar hij was ontevreden met zijn rol, waarin hij niet sprak en zijn gezicht bedekt bleef door de animatronische kop van de Predator. Volgens John McTiernan is er nog een shot in de film met Van Damme, maar door de effecten en het Predator-pak is hij niet als zodanig te herkennen.
Silver en Gordon benaderden Arnold Schwarzenegger voor de hoofdrol. Hij wilde de rol alleen accepteren als er meer personages bij zouden komen. In het originele script zou namelijk Schwarzenegger’s karakter alleen ten strijde trekken tegen de Predator, maar Schwarzenegger stond erop dat de film om een team van commando’s zou draaien.
Voor deze commando’s werden audities gehouden voor mensen die ervaring hadden met het spelen van sterke of ruige personage’s. Zo werden onder andere Carl Weathers en worstelaar Jesse Ventura benaderd. Om het team een meer multiculturele uitstraling te geven, werden ook een Afro-Amerikaan (Bill Duke), een latino (Richard Chavez) en een Indiaans karakter (Sonny Landham) toegevoegd.
Schwarzenegger en Ventura werden later gouverneur. Schwarzenegger werd in 2003 gouverneur van Californië en Ventura werd in 1998 gouverneur van Minnesota. In 2003 maakte Sonny Landham campagne om gouverneur van Kentucky te worden, maar dat is hem niet gelukt.

### Opnames
Door de veranderingen die Schwarzenegger aan wilde laten brengen in het script, liep de productie enkele maanden vertraging op.
Opnames begonnen uiteindelijk in april 1986 in de jungles van Palenque. De meeste opnames vonden plaats in Puerto Vallarta. De scène met de aankomst van de commando’s in de jungle werd relatief snel opgenomen.
Volgens Schwarzenegger waren de opnames fysiek erg zwaar. Hij moest onder andere in koud water zwemmen en wekenlang dagelijks modder op zijn lichaam dragen voor zijn gevechtsscène met de predator. De scène waar Dutch, gevolgd door Predator, in het water belandt, is opgenomen op 2 verschillende locaties, beide in Palenque, Mexico. Het eerste en derde deel werden opgenomen bij de waterval Misol Ha, het middelste deel bij de waterval Agua Azul. Zowel McTiernan als Schwarzenegger verloren flink wat gewicht tijdens de opnames.
De crew kreeg te kampen met koude temperaturen en lastig begaanbaar terrein. Acteur Kevin Peter Hall had het extra lastig in zijn rol als de predator daar hij nauwelijks iets kon zien in het kostuum. Hierdoor moesten veel scènes vooraf, zonder kostuum, worden ingestudeerd. Het predatorkostuum was bovendien zwaar en niet uitgebalanceerd.

### Effecten
R/Greenberg Associates verzorgde de optische effecten voor de film, waaronder het vermogen van de predator om onzichtbaar te worden en zijn thermische gezichtsvermogen. Voor de scènes met de onzichtbare predator werd een acteur in een rood kostuum gebruikt als stand-in. Met chromakey-technieken werd hij later uit beeld verwijderd. Vervolgens werd de scène nog een keer zonder acteurs opgenomen, waarna de twee opnames werden gecombineerd tot een geheel.

### Muziek
De soundtrack van de film werd gecomponeerd door Alan Silvestri, bekend van Back to the Future. Predator was zijn eerste grote actiefilm.
Het lied Long Tall Sally van Little Richard is in de film te horen. De nummers op de soundtrack zijn:
1. Twentieth Century Fox Fanfare (Alfred Newman - arrangement by Elliot Goldenthal 1992) (:27)
2. Main Title (3:51)
3. Something Else (3:34)
4. Cut ‘Em Down (1:56)
5. Payback Time (2:09)
6. The Truck (4:22)
7. Jungle Trek (1:47)
8. The Girl’s Escape (6:00)
9. Blain’s Death (2:47)
10. He’s My Friend (1:26)
11. We’re All Gonna Die (3:32)
12. Building A Trap (3:02)
13. The Waiting (3:27)
14. The Hunt Is On (4:51)
15. Dillon Is Disarmed (2:07)
16. Billy Stands Alone (2:34)
17. Battle Plans (9:24)
18. Wounded Predator (4:14)
19. Hand To Hand Combat (3:12)
20. Predator’s Big Finish (3:42)
21. The Rescue and End Credits (4:44)

## Ontvangst
Predator bracht in het openingsweekend vergeleken met andere films het meeste geld in het laatje, met een opbrengst van 12 miljoen dollar op, net iets minder dan Beverly Hills Cop II. In totaal bracht de film 98 miljoen dollar op.
De reacties van critici op de film waren aanvankelijk negatief. Een vaak gehoord punt van kritiek was dat de film geen goed verhaal had maar het vooral moest hebben van de actiescènes. In de loop der tijd werden de reacties op de film wel positiever. In juni 2009 was 78% van de beoordelingen op Rotten Tomatoes positief.

## NaPredator
Predator kreeg een vervolg, Predator 2 (1990), met Danny Glover in de hoofdrol. Kevin Peter Hall keerde terug als Predator.
Er is ook een derde Predator-film, Predators (2010) met Adrien Brody en Alice Braga.
Verder is er ook nog Alien vs. Predator (2004) en Aliens vs. Predator: Requiem (2007), beide cross-overs met de Alien-reeks. Hierin nemen de Predators het op tegen de 'Xenomorphs' uit de horrorklassieker Alien en diens vervolgen.

## Prijzen en nominaties
In 1988 won Predator 3 prijzen, en werd voor nog eens 5 genomineerd:
Gewonnen:
- De Saturn Award voor beste muziek (Alan Silvestri)
- De BMI Film Music Award
- De Golden Reel Award voor beste geluidseffecten (Richard Shorr)

Genomineerd:
- De Academy Award voor beste visuele effecten
- Saturn Awards voor beste acteur (Arnold Schwarzenegger), beste sciencefictionfilm, en beste speciale effecten.
- De Hugo Award voor Best Dramatic Presentation